# Вице-президент Болгарии
Вице-президент Республики Болгарии (болг. Вицепрезидент на България) — государственная должность, установленная Конституцией Болгарии. Болгария является одной из двух стран в Европе, наряду со Швейцарией, в которой существует должность вице-президента.
Вице-президент избирается на всенародном голосовании, одновременно с президентом. Кандидаты в президенты и вице-президент выдвигаются от одной партии. Им запрещается занимать любую другую должность после избрания.
В соответствии с конституцией, вице-президент должен быть главным помощником президента в его/её служебных обязанностях.
В 1990—1992 годах должность называлась Вице-председатель (вице-президент) Болгарии (болг. Заместник-председателят (заместник-президентът) на България).

## Список вице-председателей (вице-президентов) (1990—1992)
Избраны Народным собранием.
| № | Фото | Вице-председатель (Вице-президент) | Полномочия     | Полномочия     | Президент  | Партия                             |
| № | Фото | Вице-председатель (Вице-президент) | Начало         | Окончание      | Президент  | Партия                             |
| - | ---- | ---------------------------------- | -------------- | -------------- | ---------- | ---------------------------------- |
| 1 |      | Атанас Семерджиев                  | 1 августа 1990 | 22 января 1992 | Желю Желев | Болгарская социалистическая партия |

## Список вице-президентов (1992 — настоящее время)
Избраны на президентских выборах.
| №                  | Фото               | Вице-президент     | Полномочия     | Полномочия     | Президент        | Партия                             |
| №                  | Фото               | Вице-президент     | Начало         | Окончание      | Президент        | Партия                             |
| ------------------ | ------------------ | ------------------ | -------------- | -------------- | ---------------- | ---------------------------------- |
| 2                  |                    | Блага Димитрова    | 22 января 1992 | 6 июля 1993    | Желю Желев       | Союз демократических сил           |
| должность вакантна | должность вакантна | должность вакантна | 6 июля 1993    | 22 января 1997 | Желю Желев       |                                    |
| 3                  |                    | Тодор Кавалджиев   | 22 января 1997 | 22 января 2002 | Пётр Стоянов     | Союз демократических сил           |
| 4                  |                    | Ангел Марин        | 22 января 2002 | 22 января 2007 | Георгий Пырванов | Болгарская социалистическая партия |
| 4                  | 22 января 2007     | Ангел Марин        | 22 января 2012 |                | Георгий Пырванов | Болгарская социалистическая партия |
| 5                  |                    | Маргарита Попова   | 22 января 2012 | 22 января 2017 | Росен Плевнелиев | независимая / ГЕРБ                 |
| 6                  |                    | Илияна Йотова      | 22 января 2017 | действующий    | Румен Радев      | Болгарская социалистическая партия |